# Gabriel Trejo y Paniagua
Pour les articles homonymes, voir Paniagua.
Gabriel Trejo y Paniagua (né en 1562 à Casas de Milan en Espagne et mort le 12 février 1630 à Malaga), est un cardinal espagnol de l'Église catholique de la XVIIe siècle, nommé par le pape Paul V.

## Biographie
Gabriel Trejo y Paniagua est professeur à l'université de Salamanque et archidiacre de la Talavera de la Reina, la cathédrale de Tolède, conseiller de l'Inquisition, abbé de Burgohondo et archidiacre de Calatrava.
Le pape Paul V le crée cardinal lors du consistoire du 2 décembre 1615. Le cardinal Trejo est élu archevêque de Salerne en 1625 et transféré au diocèse de Malaga en 1627.
Le cardinal Trejo ne participe pas au conclave de 1621, lors duquel Grégoire XV est élu pape, mais participe au conclave de 1623 (élection d'Urbain VIII).